# Stagecoach
Stagecoach – miasto w Stanach Zjednoczonych, w stanie Teksas, w hrabstwie Montgomery.